# Cementerio Vólkovo

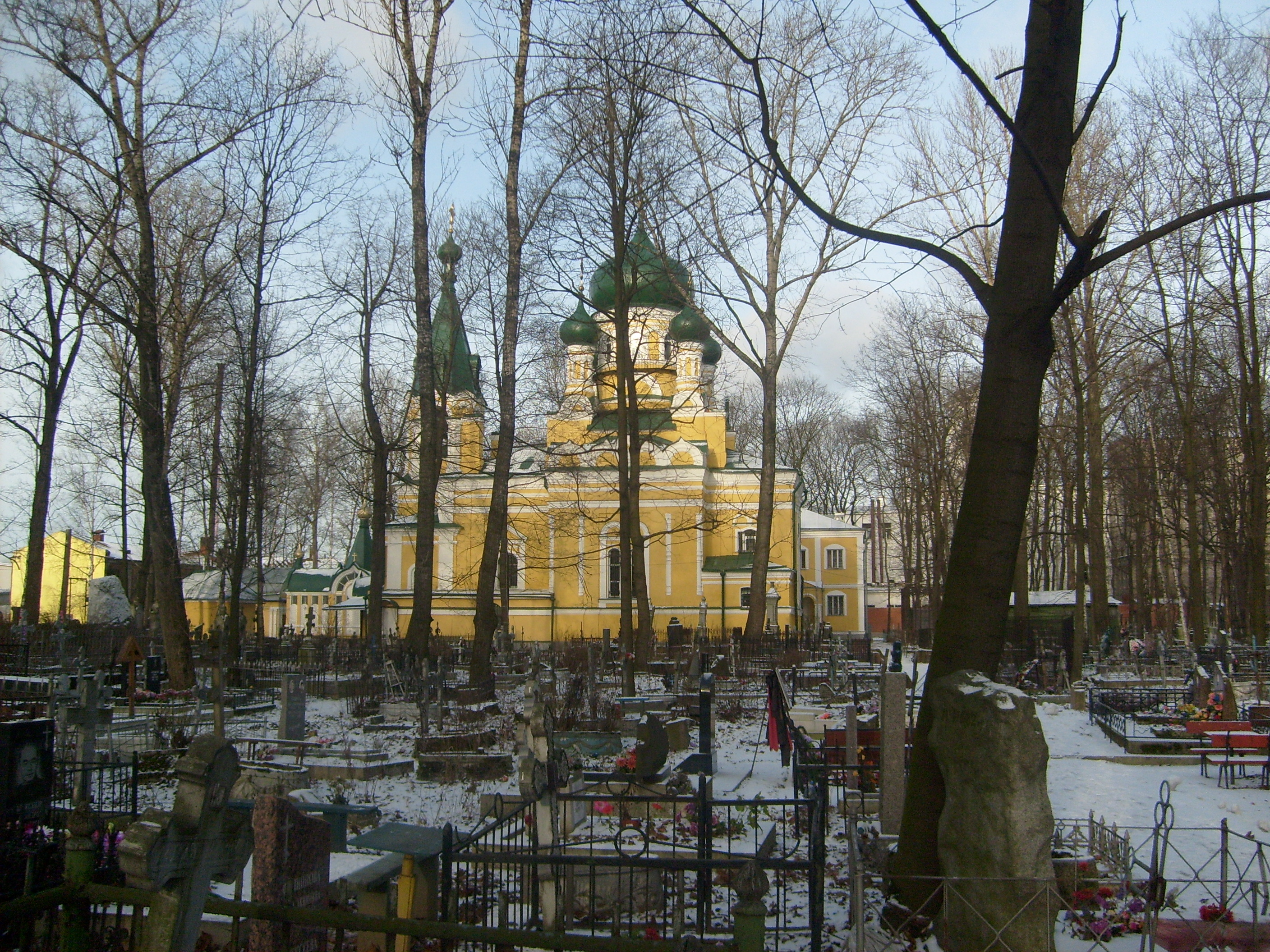
Cementerio Vólkovo.

El cementerio Vólkovo (en ruso: Во́лковское кладбище, Vólkovskoie kládbische) es uno de los cementerios no ortodoxos más grandes y antiguos de San Petersburgo, Rusia. También consta de una parte para los practicantes ortodoxos y una parte, denominada Literátorskie mostkí o Puentecillos de los literatos, donde están enterrados ilustres científicos, pensadores y hombres de las letras rusas. Hasta principios del siglo XX el cementerio era usado principalmente por los alemanes luteranos que radicaban en la ciudad. Se estima que más de 100 000 personas han sido enterradas en él desde 1773.

## Historia

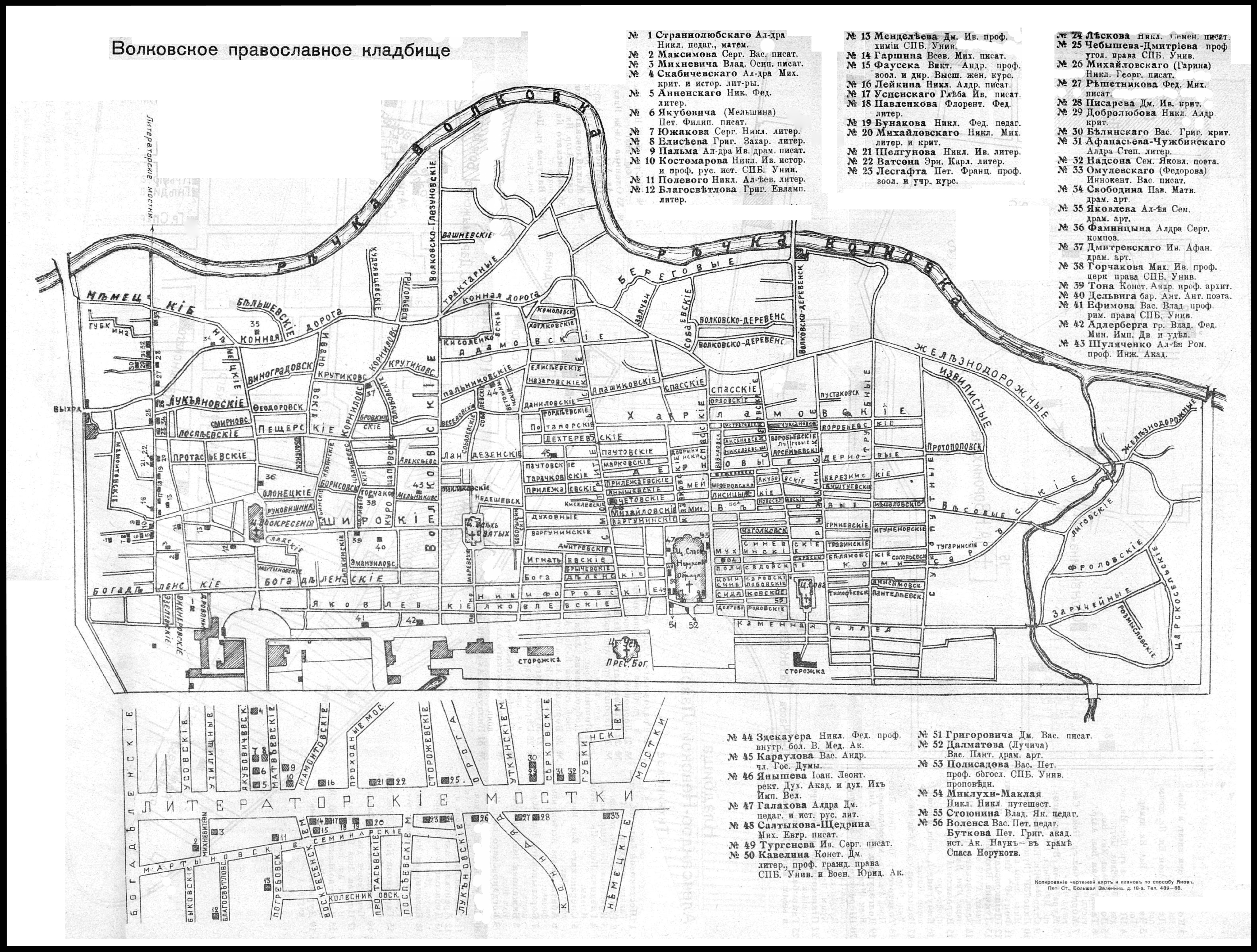
Plano de la parte ortodoxa del cementerio Vólkovo y de los Literátorskie mostkí, 1914.

A finales de 1771, debido al hacinamiento en las criptas de los conventos, la emperatriz Catalina la Grande decretó que todas las personas que murieran ya no podían ser enterradas en ellas ni en sus alrededores. Igualmente decretó que todos los cementerios en Rusia debían ser construidos fuera de los límites de las ciudades, para evitar brotes de peste negra y eventos como el motín de la plaga que tuvo lugar en Moscú en 1771 (véase Peste rusa de 1770-1772).
El cementerio Vólkovo fue fundado en 1773 y la primera persona en ser enterrada en él fue Johann Gebhard Brethfeld, un comerciante de San Petersburgo.

## Investigación actual

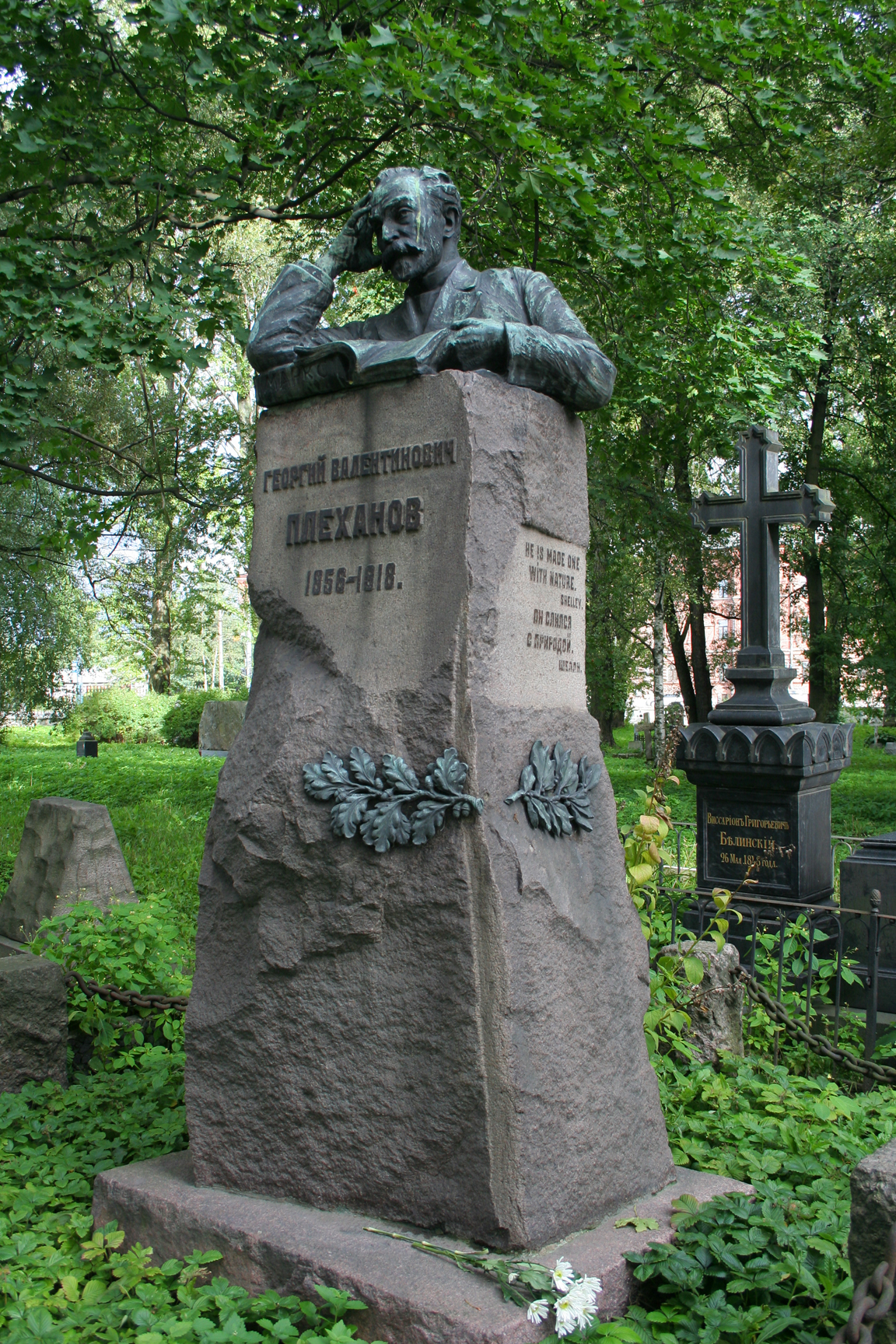
La tumba de Gueorgui Plejánov en los Literátorskie mostkí.

La persona que ha hecho la mayor parte del trabajo en la investigación de la historia del cementerio es el Dr. Benedikt Böhm en San Petersburgo. A partir de 2007, el Dr. Böhm publicó 4 volúmenes sobre la historia del cementerio, cada uno de los cuales contiene una extensa lista de nombres de las personas que fueron enterradas allí entre 1773-1936. Sus dos fuentes principales de estas publicaciones son las siguientes:
- El registro parroquial de entierros del cementerio se encuentra en los archivos estatales en San Petersburgo.
- Miles de personas han visitado el cementerio desde 1989, donde se ha compilado un inventario de todas las tumbas que todavía están en pie hoy, completo con fotografías de cada lápida sepulcral.

## Publicaciones del Dr. Böhm

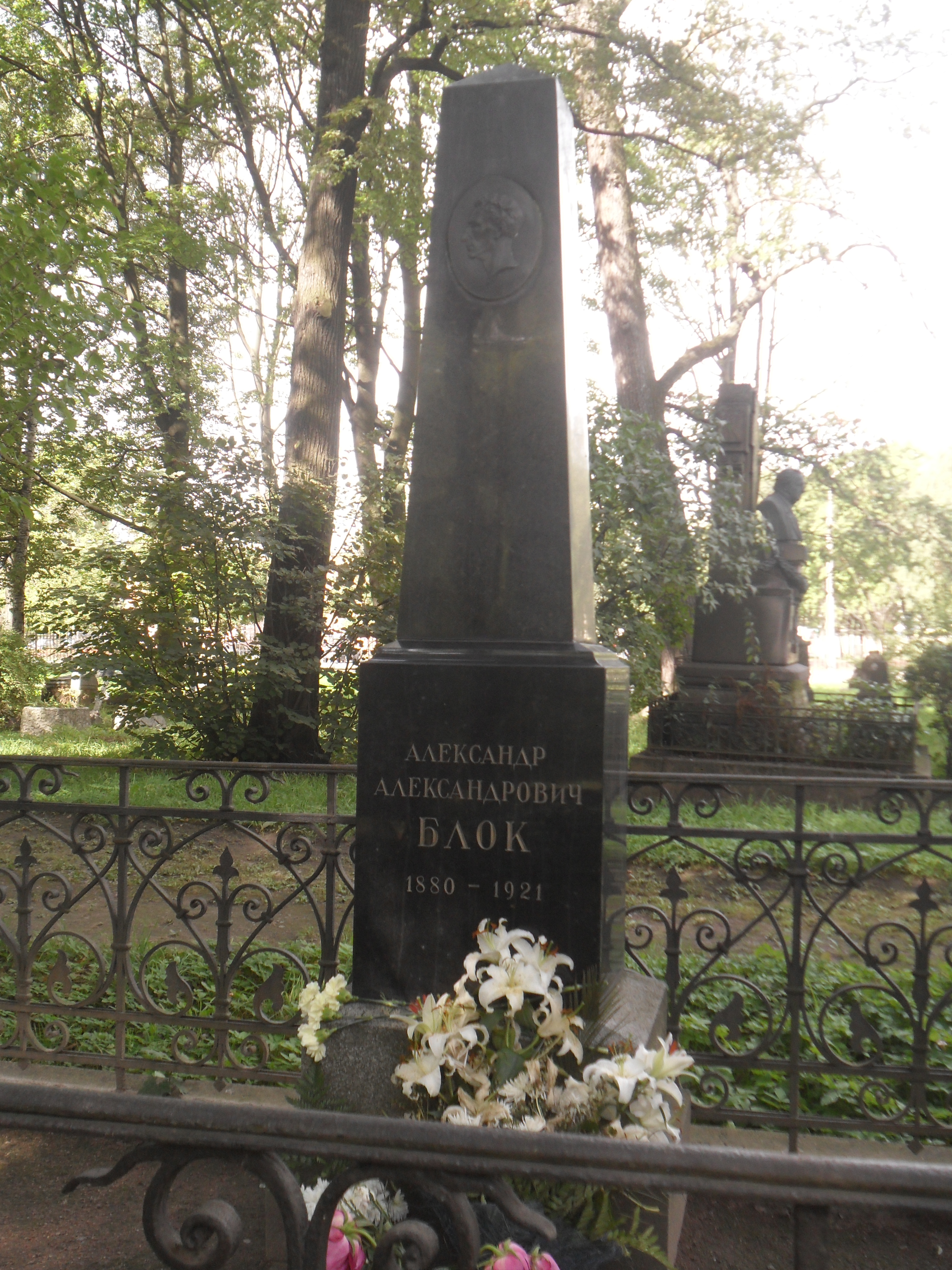
La tumba de Aleksandr Blok en los Literátorskie mostkí.

- El Volumen 1 contiene 3700 nombres de los enterrados en el cementerio entre 1773 y 1936, cuyas tumbas están todavía hoy y unos 17000 nombres de esos enterrados que fueron vendidos a un terreno de entierro para la eternidad, pero que ya no tienen una lápida. El libro contiene un mapa actual que detalla la localización de todas las tumbas y terrenos de entierro.
- El Volumen 2 contiene 40,000 nombres de esos enterrados entre 1863 y 1919, basado en los registros parroquiales de entierros originales.
- El Volumen 3 contiene 40,000 nombres de esos enterrados entre 1820 y 1862, basado en los registros parroquiales de entierros originales.
- El Volumen 4 es una repetición parcial de la información del Volumen 3. Contiene los nombres de los enterrados entre 1820 y 1867, indicando en cuales de las 27 parroquias no ortodoxas, la persona fallecida pertenecía a San Petersburgo.